# Bonnesche Projektion

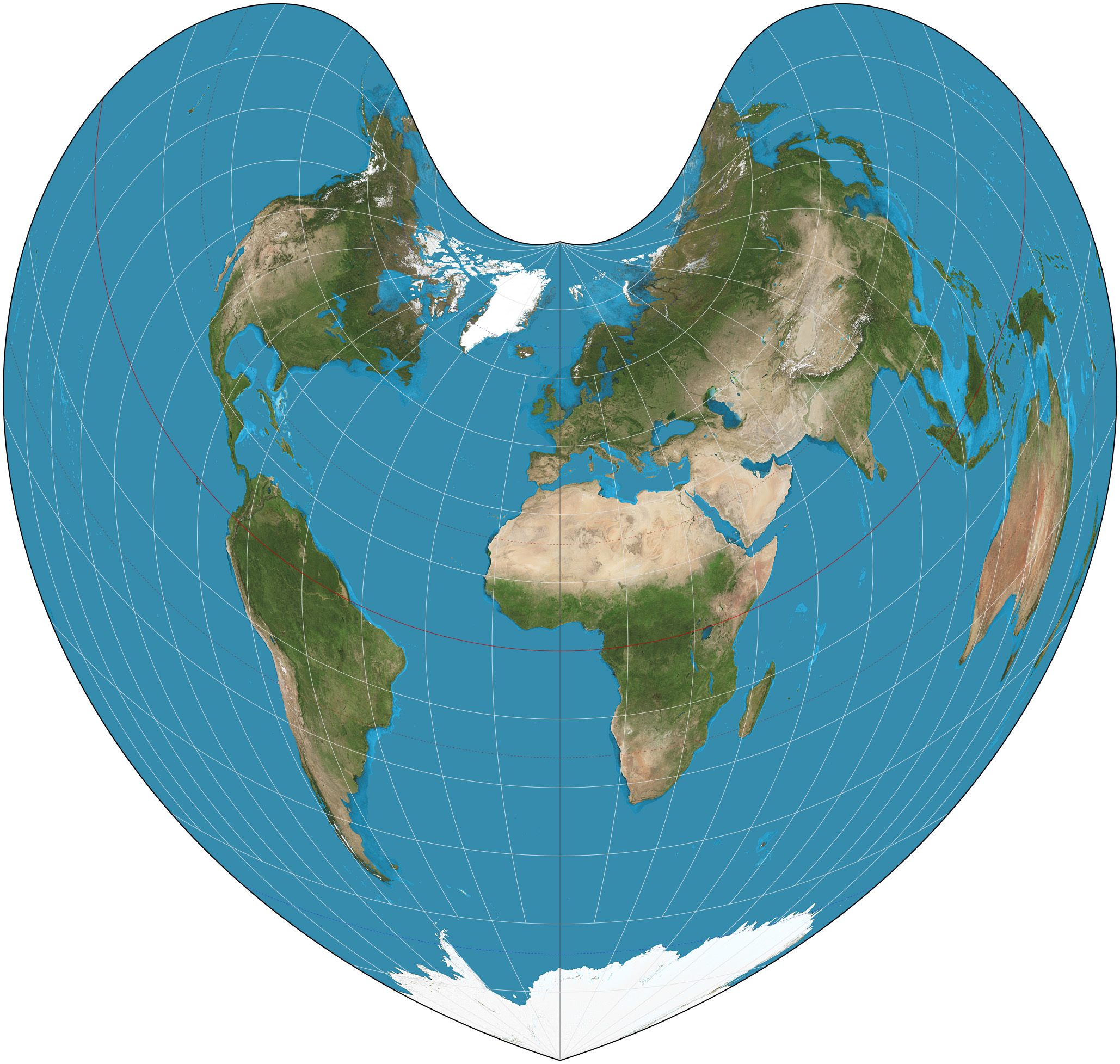
Bonnesche Projektion der Welt, Standardparallele bei 45°N.

Bonnesche Projektion mit Tissotscher Indikatrix der Deformation.

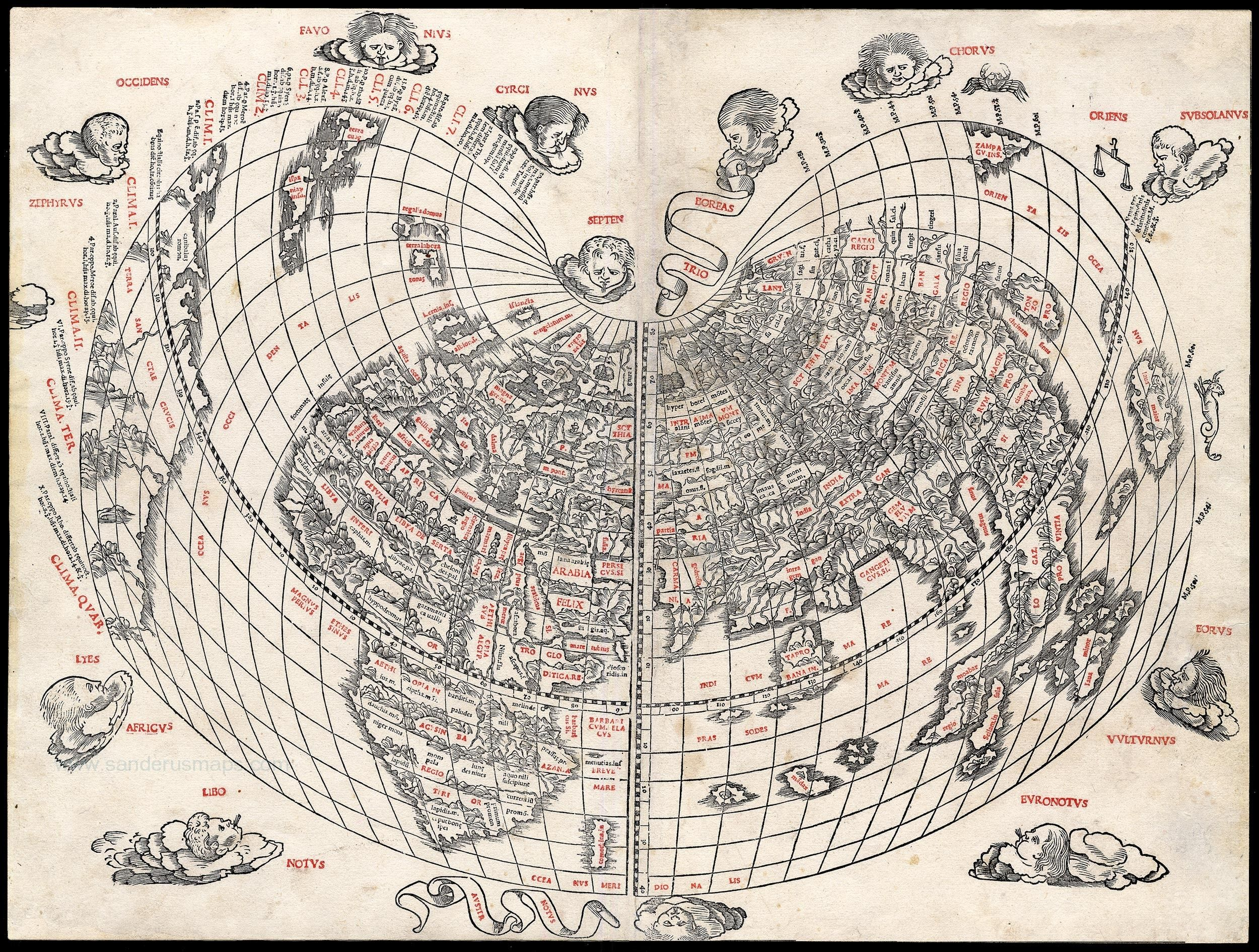
Weltkarte von Bernard Sylvanus, 1511

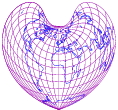
Bonnesche Projektion der Erde mit Koordinatenraster

Die Bonnesche Projektion ist eine unecht-kegelförmige Kartenprojektion des französischen Kartographen und Mathematikers Rigobert Bonne. Er entwickelte diese herzförmige Projektion der gesamten Erde 1752. Teilweise wird die Bonnesche Projektion auch als modifizierte Flamsteed-Projektion bezeichnet.
Eine weitere historische Bezeichnung ist Dépôt de la guerre, was auf die Benutzung im französischen Militär hinweist.

## Eigenschaften
Die Bonnesche Projektion zeichnet sich durch ihre Flächentreue aus. 
Der mittlere Meridian ist eine Gerade, während alle anderen Längengrade komplexe Kurven sind.
Die Breitengrade verlaufen auf konzentrischen Kreisen mit immer gleichem Abstand 'parallel' zueinander. 
Mittelmeridian und Breitenkreise sind längentreu. 
Dabei ist ein Breitenkreis stets der Berührungskreis und liegt transversal (senkrecht auf die Erdachse) an. 
Wegen ihrer Flächentreue war die Projektion zunächst beliebt, sie wurde aber wegen ihrer Verzerrungen später wieder nur mehr wenig verwendet.
Je kleiner die dargestellte Landmasse ist, umso weniger Verzerrungen gibt es an den Rändern der Karte.
Es empfiehlt sich, diese Projektion nur für Gebiete nördlich des Äquators zu wählen, es sei denn, es soll die gesamte Erdoberfläche dargestellt werden.

## Ähnliche Projektionen
Es gibt weitere herzförmige (kordiforme) Projektionen. Die Bonnesche Projektion ist der Nachfolger der Stab-Wernerschen Projektion. Neuere Ideen sind Modifikationen der Bonneschen Projektion (Heart), mathematisch aufwendigere Projektionen, aus verschiedenen Projektionsarten zusammengesetzte Projektionen (Amulet, Shield) oder basierend auf anderen Projektionen (Bottomley 50°N).
Die Bonnesche Projektion wurde als Grundlage für die Dufourkarte verwendet, das älteste amtliche Kartenwerk der Schweiz von 1840.
Eine weitere Anwendung der Projektion war die Übersichtskarte von Mitteleuropa (Projektion Bonne) 1 : 750.000 des österreichischen Militärgeographischen Institutes im Rahmen der Franzisco-Josephinischen Landesaufnahme.

## Bonnesche Projektion für die Südhalbkugel
Diese Projektion ist der normalen Bonneschen Projektion vorzuziehen, wenn alle dargestellten Gebiete nur südlich des Äquators zu finden sind, es sei denn, es soll die gesamte Erdoberfläche dargestellt werden. Für Karten mit der Darstellung von Bereichen nördlich und südlich des Äquators in einem Ausschnitt empfiehlt sich die Sinusoidal-Projektion.
Um die südliche Erdhalbkugel möglichst unverzerrt darzustellen, stellt man mathematisch das Herz auf den Kopf (umgekehrt herzförmig, obcordate).
Diese Berechnung wird als South Oriented Bonne Projection oder Southern Hemisphere Bonne Projection bezeichnet.
Bei einer Karte, die die Nordhalbkugel in der Bonneschen-Projektion und die Südhalbkugel in der südlich ausgerichteten Projektion darstellt, berühren sich die Äquatorlinien nur in einem Punkt.